# Heliocopris samson
Heliocopris samson är en skalbaggsart som beskrevs av Edgar von Harold 1878. Heliocopris samson ingår i släktet Heliocopris och familjen bladhorningar. Inga underarter finns listade i Catalogue of Life.